# Commuter Vehicles

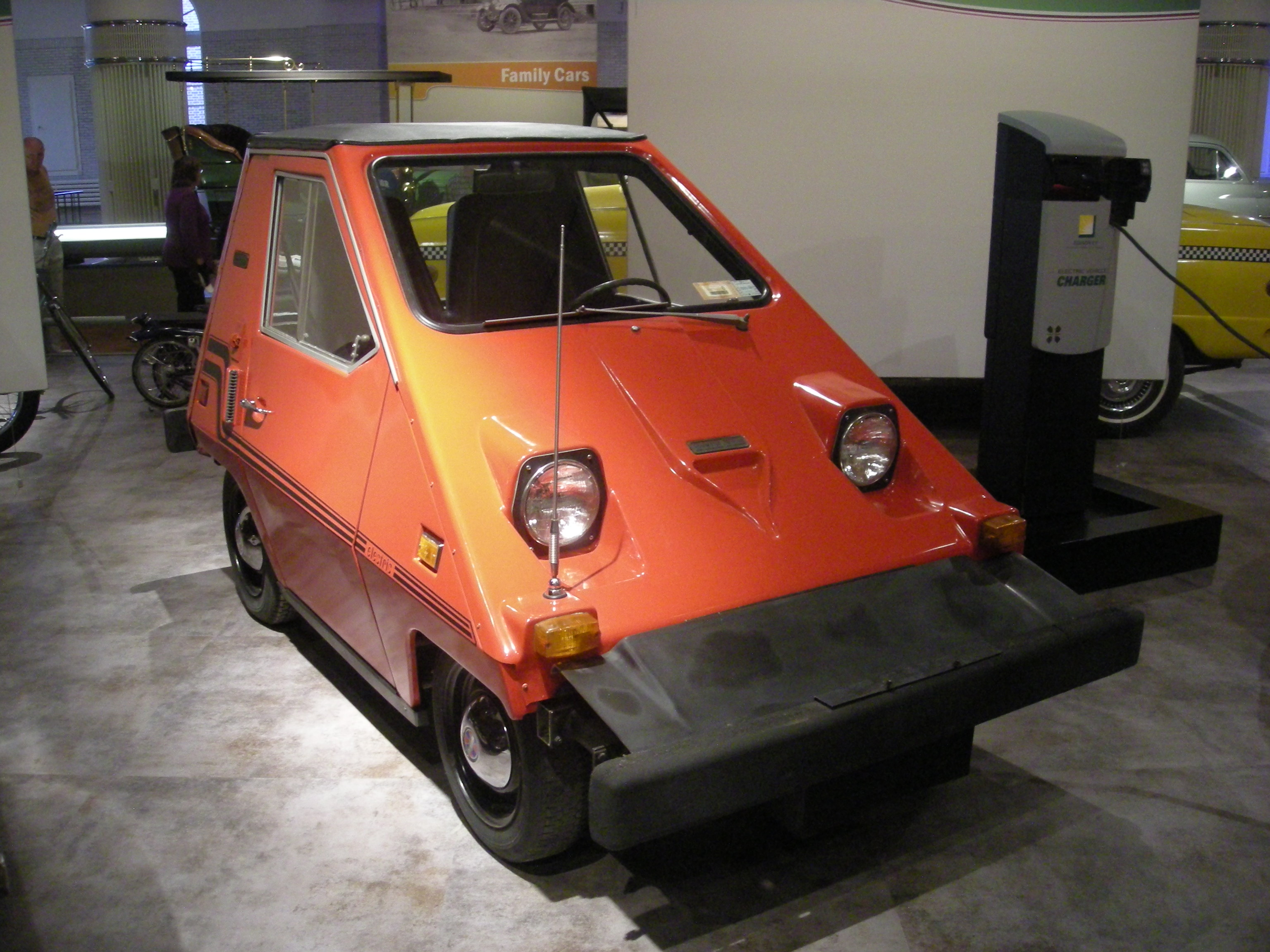
Comuta-Car w muzeum

Commuter Vehicles, Inc. – dawny amerykański producent elektrycznych mikrosamochodów z siedzibą w St. James City działający w latach 1978–1982.

## Historia
Po tym, jak w 1978 roku przedsiębiorstwo Sebring-Vanguard z Florydy znane z produkcji elektrycznego mikrosamochodu Citicar ogłosiło upadłość, rok później prawa do wznowienia jego produkcji przejęła inna firma z amerykańskiego półwyspu - powstałe w 1978 roku Commuter Vehicles z St. James City. Przedsiębiorstwo z powodzeniem rozpoczęło produkcję Citicara pod nową nazwą, Comuta-Car, przeprowadzając przy tym obszerne modyfikacje wizualne podyktowane normami bezpieczeństwa - samochód zyskał masywne, charakterystyczne długie zderzaki.
Poza klasycznym wariantem osobowym, Commuter Vehicles zbudowało także wydłużoną odmianę o użytkowym charakterze nazwaną Commuta-Van. W obu przypadkach rodzina elektrycznych mikrosamochodów wytwarzana była do grudnia 1981 roku, kiedy to Commuter Vehicles zakończyło działalność po zbudowaniu ok. 2000 samochodów. W ten sposób, łącznie zarówno Citicary, jak i modele z linii Comuta nabyło łącznie ok. 4000 osób. W ten sposób, do czasu debiutu rynkowego Tesli Model S w 2012 roku był to najpopularniejszy samochód elektryczny w historii Stanów Zjednoczonych.

## Modele samochodów

### Historyczne
- Commuta-Car (1979–1982)
- Commuta-Van (1979–1982)